# Гуарда-Венета
Гуарда-Венета (итал. Guarda Veneta, вен. Varda Vèneta) — коммуна в Италии, располагается в провинции Ровиго области Венеция.
Население составляет 1188 человек (2008 г.), плотность населения составляет 69 чел./км². Занимает площадь 17 км². Почтовый индекс — 45030. Телефонный код — 0425.

## Демография
Динамика населения:

## Администрация коммуны
- Официальный сайт: http://www.comune.guardaveneta.ro.it/